# Ilex yuiana
Ilex yuiana är en järneksväxtart som beskrevs av Shiu Ying Hu. Ilex yuiana ingår i släktet järnekar, och familjen järneksväxter. Inga underarter finns listade i Catalogue of Life.